# Saga (album)
Pour les articles homonymes, voir Saga (homonymie).
Albums de Viktor Lazlo
Amour(s) Begin the Biguine
Saga est le huitième album studio de la chanteuse belge Viktor Lazlo, sorti en 2004.

## Titres
1. Fragilidad (Sting) - 5:33
2. Amour consumé (V. Lazlo / O. Replay et O. Jacoby) - 3:54
3. If not now (V. Lazlo / O. Replay) - 5:26
4. Taxi parisien (V. Lazlo / O. Replay) 4:16
5. Love to love you baby (G. Moroder / D. Summer / P. Bellotte) - 4:03
6. Climax (V. Lazlo / O. Replay et P. d'Avilla) - 3:47
7. Sound of expectation (V. Lazlo / V. Lazlo - S. Dall'ora) - 4:14
8. La fille de l'air (V. Lazlo / O. Replay et P. d'Avilla) - 3:51
9. A song for you (L. Russell) - 4:04
10. No man no lie (V. Lazlo / P. Cornet et O. Replay) - 3:57
11. Overjoyed (S. Wonder) - 4:40
12. This is goodbye (V. Lazlo) - 0:48
13. Love to love you baby (G. Moroder / D. Summer / P. Bellotte) - 3:51
14. Love to love you baby Remix by Junior Jack (G. Moroder / D. Summer / P. Bellotte) - 8:34

## Crédits

### Membres du groupe
- Guitares : P. Cornet, G. Anselmi, I. Formentini, Yoni Vidal
- Claviers : Owen Replay
- Piano : Lena Collin, Olivier Jacobi, Vincent Bruyninckx
- Basse : B. Denolfe, G. Sabbioni, T. Spagna
- Trompette : Olivier Bodson
- Saxos : A. Benassi, S. Menato
- Chœurs : Jo Ann, Ness

### Équipe technique
- Production exécutive : Olivier Laurent et Philippe Borms
- Réalisation : Owen Replay et Stefano Paganelli
- Programmation et arrangements : Owen Replay
- Programmation additionnelle : Ricky Marques, Stefano Paganelli et Vito « Junior Jack » Lucente for Homeworks sprl
- Mixages : Owen Replay et Stefano Paganelli
- Enregistrements : Ohm Studio (Belgique), La Meridiana (Italie), Dada Studio (Belgique)
- Mastering : Top Master, Bruno Gruel et Electric City, Alan Ward